# 德默森·布鲁诺·科斯塔
德默森·布鲁诺·科斯塔生于1986年3月13日。司职中卫，现效力于江西联盛。

## 俱乐部生涯
2015年2月23日，联盛宣布德默森加盟球队